# Good Hope (Alabama)
Good Hope es un pueblo ubicado en el condado de Cullman en el estado estadounidense de Alabama. En el censo de 2000, su población era de 1966.

## Demografía
En el 2000 la renta per cápita promedia del hogar era de $ 33.274$, y el ingreso promedio para una familia era de 39.063$. El ingreso per cápita para la localidad era de 16.602$. Los hombres tenían un ingreso per cápita de 25.809$ contra 20.762$ para las mujeres.

## Geografía
Good Hope está situado en 34°6′32″N 86°52′2″O / 34.10889, -86.86722 (34.108777, -86.867164).
Según la Oficina del Censo de los EE. UU., la ciudad tiene un área total de 7.43 millas cuadradas (19.25 km²).